# Carmelo de Nossa Senhora Rainha do Mundo (Faro)
O Carmelo de Nossa Senhora Rainha do Mundo ou, simplesmente, Carmelo de Faro, é um convento de clausura monástica de Monjas Descalças da Ordem da Bem-Aventurada Virgem Maria do Monte Carmelo localizado no lugar do Patacão, na cidade de Faro, província do Algarve, em Portugal.
Este convento foi construído e consagrado à realeza da Virgem Maria, e teve por base os Seus apelos nas aparições de Fátima.